# 簡公 (召)
簡公（かんこう、? - 紀元前513年）は、春秋時代の召の君主。姫姓召氏。名は盈。荘公の子。

## 生涯
魯の昭公24年（紀元前518年）春正月辛丑、簡公と南宮嚚は甘の桓公を連れて王子朝を拝見した。昭公26年（紀元前516年）11月辛酉、晋軍が鞏を攻め落とした。簡公は王子朝を追放して、王子朝や召氏の族、毛の毛伯得・尹の文公・南宮嚚は周朝の典籍を持って楚へ亡命した。簡公は敬王側に付き、劉の文公や単の武公と盟を結んだ。昭公29年（紀元前513年）3月、洛邑の人が簡公を殺した。